# طوم روبسون (لاعب كرة قاعدة)
طوم روبسون (بالإنجليزية: Tom Robson)‏ هو لاعب كرة قاعدة أمريكي، ولد في 15 يناير 1946 في روتشستر في الولايات المتحدة.

## وصلات خارجية
- طوم روبسون على موقع دوري كرة القاعدة الرئيسي (الإنجليزية)
- طوم روبسون على موقع الدوري الياباني لكرة القاعدة (الإنجليزية)
- طوم روبسون على موقعبيزبول رفرنس.كوم (الدوري الرئيسي) (الإنجليزية)
- طوم روبسون على موقعبيزبول رفرنس.كوم (الدوري الثانوي) (الإنجليزية)
- طوم روبسون على موقع مشجعي الرسوم البيانية (الإنجليزية)